# Clydonium quirosi
Clydonium quirosi là một loài tò vò trong họ Ichneumonidae.